# ماركوس إيجر
ماركوس إيجر (بالألمانية: Markus Egger)‏ هو لاعب كرة قدم نمساوي في مركز حراسة المرمى، ولد في 15 يناير 1990 في النمسا. لعب مع نادي تيرول ونادي واكر إنسبروك.

## وصلات خارجية
- ماركوس إيجر على موقع قاعدة بيانات كرة القدم.إي يو (الإنجليزية)
- ماركوس إيجر على موقع عالم كرة القدم.نت (الإنجليزية)